# ジェイ・ウォーリー・ヒギンズ
ジェイ・ウォーリー・ヒギンズ(J.Wally.Higgins、1927年-)は、東日本旅客鉄道の外部顧問であり、かつてアメリカ空軍で勤務していた軍人、鉄道写真家、鉄道著作家・鉄道文化人・鉄道愛好家である。NPO法人名古屋レール・アーカイブス会員。
アメリカ合衆国ニュージャージー州出身。長年静岡県静岡市に在住していたが、現在は東京都に転居した。妻は静岡県出身の日本人女性である。
一般では「J・W・ヒギンズ」と称される事が多い。

## 略歴
1927年生まれ。最終学歴はミシガン大学。同校卒業後にアメリカ空軍に入隊し、第二次世界大戦終了後の1956年に駐留アメリカ軍軍属として日本（広島県呉市）に来訪。1958年よりアメリカ空軍勤務。以後日本に在住する（日本国籍を取得）。空軍時代の活動歴に付いては不明。
ヒギンズは駐留アメリカ軍時代から日本全国の鉄道写真の撮影を多数行っていた。特に私鉄関連を中心に取材活動を行い、ローカル私鉄や森林鉄道クラスまで大小問わず取材を行った。米軍勤務を活かし、1950年代より当時としては相当に高価であったカラーフィルム、それも耐変色性に優れるコダクロームで撮影を行っていた。所蔵枚数はカラー写真だけでも6,000枚を超えている。また1960年代には鉄道ピクトリアルの読者投稿でも活動していた。
現在は東日本旅客鉄道企画本部国際部顧問として活動している。
2007年、日本写真協会より同年度の日本写真協会賞の特別賞を80歳で受賞した。その後2017年に鉄道友の会よりヒギンズが執筆した戦後日本の鉄道カラー写真に関する一連の著作に関して島秀雄記念優秀著作賞の特別部門を受賞した。

## 著書
- 発掘カラー写真 昭和30年代鉄道原風景 各シリーズ